# Шашевци
Шашевци (на сръбски: Шашевци) е село в Босна и Херцеговина, разположено в община Соколац, в ентитета на Република Сръбска. Населението му според преброяването през 2013 г. е 40 души, от тях: 40 (100 %) бошняци.

## Население
Численост на населението според преброяванията през годините:
- 1961 – 380 души
- 1971 – 475 души
- 1981 – 419 души
- 1991 – 368 души
- 2013 – 40 души